# 지망구
지망구(JIMANG, じまんぐ, 1977년 10월 16일~ )는 일본의 싱어 송 라이터이자 음악 프로듀서, 라디오 퍼스낼리티이다. 나가사키현 사세보 출신이다.

## 이력
- 도쿄 상경 후, 작곡·프로그래밍등 본격적으로 음악 활동 시작
- 1998년, 인디즈 라벨 「IIL(INTERNET INDIES LABEL)」을 시작해 현재도 같은 라벨의 인터넷 라디오 「じまんぐTHE 엔터테인먼트 ~너도 jazzy하게 살아 보지 않겠는가∼」의 메인 퍼스낼러티를 맡는다.
- 1999년, 자신의 밴드 「DECO LECO」이름으로 앨범 「core 1 style」을 릴리즈

「DECO LECO」해산 후에는 「쟈-쟈-쟈-지(ja-ja-jazzy)」(현：지망구vs.쟈-쟈-쟈-지)이름으로 라이브 하우스등에서 밴드 활동을 계속한다.
- 2003년 Sound Horizon의 활동에 서포트 멤버로서 참가.
- 2006년 4월26일, 벨우드 레코드에서 솔로 아티스트로 메이저 데뷔, 「지망구의 세계 ~태동~」을 릴리즈
- 2006년 9월,「 じまんぐ The 엔터테인먼트 ~너도 Jazzy하게 살아 보지 않겠는가?~」방송 개시
- 2006년 11월 8일,1st Maxi Single「지망구의 세계 ~Core~」를 벨우드 레코드에서 릴리즈
- 2006년 11월 20일자 오리콘 위클리 인디즈 차트 5위
- 2007년 10월11일,2nd Album「지망구의 세계 ~Balance~」를 벨우드 레코드에서 릴리즈
- 2008년 8월 6일, 3rd Album「지망구의 세계 ~덧없는 이들에게∼」를 벨우드 레코드에서 릴리즈
- 2009년 7월2일, 소속 사무소를 이적, 오피셜 팬클럽 「BBM」을 발족
- 2009년 7월 10일, 'じまんぐ' 명의를 JIMANG로 변경
- 2009년 9월16일, 2nd Single「la divina tragedia ~마곡~」을 프런티어 워크스에서 릴리즈
- 2009년 12월16일, 4th Album 수록곡 「벚꽃POP」으로 온라인 게임 「Maple Story」의 먼슬리(monthly) 테마 송을 담당
- 2009년 12월 23일, 4th Album「Eros」를 팀 엔터테인먼트에서 릴리즈
- 2011년 2월 9일, 5th-Album「Best Album Bust」를 릴리즈

## 활동
JIMANG 이름으로 솔로 활동 이외에 Sound Horizon에 서포트 멤버로 참가하고 있으며 다른 아티스트에게 악곡을 제공하는 일도 하고 있다.
그 외에 동방 프로젝트 보컬 어레인지 앨범에 참가하는 등 여러 방면으로 활동하고 있으나 공식적인 루트로는 정보를 주지 않아 팬들이 알아서 활동 내역을 찾아가는 일이 발생하기도 한다.

### 에피소드
- 자칭「천 년 후의 향기를 맡으면서 지금을 사는 남자」이자「영원한 25세」. 2009년 Eros 발매 이후부터는 「세상에서 제일 kiss잘하는 남자」로 변경.
- 예명(じまんぐ)의 유래 : 원래는 밴드 이름을 생각하고 만들었지만 멤버들의 반대로 기각되고 개인 이름으로 사용하게 되었음. 토미노씨의「탁음(じ,ぐ등)과“응(ん)”이 들어가면 강한 느낌이 든다」는 말을 참고했다고 한다.
- JIMANG의 팬은 「JIMANGER(지망거)」라 불린다.
- 서포트 멤버로 참여한 Sound Horizon의 노래 중 「마법사의 사라번트」에서 지망구가 주인공인 마법사에게 이상한 거래를 하는 남자 역을 맡았다. 이 남자가 가사중에서 「어쩐지 수상한(胡散臭い)남자」라고 묘사되고 있다. 이것을 시작으로 나중에는 「Jimang = 어쩐지 수상하다」라고 하는 공식이 라이브나 콘서트에서 완성되었다.
- 매우 땀을 많이 흘리는 체질이다. 팬들이 지망구의 땀을 「즙」이라고 농담삼아 이야기하기 시작했는데, 지망구 자신도 라디오로 「즙」이라는 표현을 자주 사용해, 「지망구즙」이라는 고유명사의 어원이 되었다.
- 그런 땀이 많은 체질 때문에 '무대에 오를 때는 속옷을 입지 않는다' 고도 한다.
- 2006년 중반, 인터넷 등에서「지망구는 브리프(=삼각팬티)를 입는다」는 이야기가 돌다가 위키백과에까지 등재된 적이 있었지만, 위키백과를 본 지망구는 IIL의 방송으로 이것을 부정했고, 2007년 1월 Sound Horizon콘서트 투어 도쿄 추가 공연에서는 「 나는 트렁크(=사각팬티)파다」라고 공언했다.
- 인터넷 라디오 「울트라 점프 에그」에 게스트로 참가했을 때, 세 번째 앨범인「지망구의 세계 ~덧없는 것들에게∼」에 수록된 곡「키를 잡아라」 대해서, 「원피스의 주제가로 사용되지 않을까?」라고 자연스럽게 말했다.
- 전직 소방대원이었던 시절, 음악도 좋지만 프로볼러가 되고 싶어했다.(그 전에는 만화가 지망생이었다.) 그래서 정기적으로 볼링장을 다니며 연습하기를 수개월. 하지만 어느날 TV에서 프로볼러의 연수입이 기대했던 것보다 적다는 것을 알게 되고 꿈을 프로 볼러에서 프로 뮤지션으로 수정했다.
- 앨범 내 가사집의 일러스트를 자신이 직접 그리고 일러스터 명을 Jimayan이라고 써 넣은 적이 있다.[1] 이후로도 Jimang화백은 지망구의 앨범 활동에 가끔씩 등장한다.

## 발매 음반

### 앨범
1st Album 『じまんぐの世界 〜胎動〜』(2006년 4월 26일）
1. ヅゥーダーハレハレ(즈다하레하레)
2. ドクロマン(도쿠로맨)
3. 未来(미래)
4. ル・シ・ハ・コ・カ・タ(루・시・하・코・카・타)
5. 恋文(연애편지)
6. 夕立ち過ぎの黄昏に(소나기 지나간 황혼에)
7. 自殺者バンクス(자살자 Banks)
8. J・G・W chronology
9. 優雅な翼(우아한 날개)

2nd Album 『じまんぐの世界 〜Balance〜』（2007년 10월 11일）
1. BALANCE
2. ジャのLive
3. Dogma
4. Last song forever
5. Bo-buddy medicine
6. 月の気配(달의 기척)
7. Breaker
8. Heaven town
9. Jekyll & Hyde
10. Lion
11. さよならの風景(작별인사-さよなら-의 풍경)
12. X-mas revolution

3rd Album 『じまんぐの世界 〜儚きものたちへ〜』（2008년 8월 6일）
1. oasis
2. 君にキャプテンフリーダム号が見えるかい?(네게는 캡틴 프리덤 호가 보이는가?)
3. RONの世界(Ron의 세계)
4. Mrs...の日記(Mrs...의 일기)
5. 舵をとれ
6. 〜 Mr.Poの奇跡 〜 J.G → Radio『 Yes Love 』vol.003(~Mr.Po의 기적~ J.G → Radio『 Yes Love 』vol.003 )
7. J.G.W. Jam
8. FUNK DIVE 〜♪
9. POP
10. 儚きものたちへ(덧없는 이들에게)

4th Album 『Eros』（2009년 12월 23일）
1. ･･･Introduction
2. That's"IRONMAN SHOW"
3. Eros
4. ハレルヤ～Bang Bang Body Line～
5. 桜POP(벚꽃POP)
6. 綺麗(아름다움)
7. 英雄伝(영웅전)
8. ROCK ON FREEDOM
9. Hi Hi MONKEY DANCE
10. Giri Giri MONSTER
11. I'm FUTURE
12. 永遠のYesterday(영원의 Yesterday)
13. Talk to you

### 싱글
1st Maxi Single 『じまんぐの世界 〜Core〜』（2006년 11월 8일）
- CD

1. 砂漠の天使(사막의 천사)
2. 悲しみを蹴散らせ 〜正義のみかた〜(슬픔을 쫓아 버려~정의의 아군~)
3. ありがとう(고마워)
4. ボーナストラック：ありがとう卒業バージョン(보너스 트랙 : '고마워'의 졸업 버전)

- DVD

1. オープニング(오프닝)
2. ヅゥーダーハレハレ(즈다하레하레)
3. 自殺者バンクス(자살자 Banks)
4. 恋文(연애편지)
5. 夕立ち過ぎの黄昏に(소나기 지나간 황혼에)
6. 砂漠の天使(사막의 천사)
7. 未来(미래)
8. ありがとう(고마워)
9. エンディングロール(엔딩롤)

『la divina tragedia 〜魔曲〜』（2009년 9월 16일）
1. la divina tragedia ~魔曲~ (la divina tragedia ~마곡~)
2. 蘇生伝(소생전)

### DVD
1st DVD 『JIMANGOO MANIA』（2008년 5월 25일）
1. Duda Hale Hale
2. I'm Future
3. Balance
4. Dogma
5. Lion
6. Last Song Forever
7. Breaker
8. 自殺者バンクス(자살자 Banks)
9. ジャのLive(쟈의 라이브)
10. Heaven Town
11. Balloon Dance
12. ドクロマン(도쿠로맨)
13. POP
14. Funk Dive
15. 悲しみを蹴散らせ(슬픔을 쫓아 버려)
16. さよならの風景(작별인사의 풍경)